# 網膜剥離
網膜剥離（もうまくはくり、英: Retinal Detachment）は、目の疾患の一つ。網膜から神経網膜が剥がれることにより、視力・視野を失う病気。
この項では特に断りがない限り裂孔原性網膜剥離について記載している。

## 原因
目の内部を満たす硝子体は通常ゼリー状だが、加齢により一部が液状化し、ゼリー状の硝子体が眼球の動きに連動して移動するようになる。その際硝子体に網膜が引っ張られると裂け目（裂孔）ができることがある。裂け目から水が入ると網膜がはがれ、網膜剥離となる。

## 症状
裂け目ができた状態では出血するため、墨をこぼしたような黒い飛蚊症を生じることがある。網膜の刺激症状として光視症を訴えることもある。
網膜がはがれると視野が狭くなり、剥離が網膜の中心部（黄斑部）に及ぶと急激に視力が低下する。最悪の場合は失明する。

## 検査
検査は主に眼科において、眼底検査にて網膜剥離を判定する。白内障が強度な場合、散瞳困難・硝子体出血などで眼底検査が不能な場合などには、超音波検査機器にて判定する。CTやMRIで二次的に発見されることもある。一般に網膜剥離眼は、眼圧が低下する。しかし眼圧が上昇し前房内炎症様所見を呈するSchwartz症候群も存在する。

## 治療
レーザー光凝固術
裂け目ができた状態ではレーザー治療で裂け目の周りをレーザーにて瘢痕を作りそれ以上剥離しないようにして治療する。なお、レーザー治療に用いられるレーザーの強度はクラス3Bやクラス4の強力な物である。
手術
網膜剥離が生じレーザー治療では完治し得ない場合は、外科手術で治療する。手術には強膜内陥術、硝子体手術などがある。
自然治癒
若年層で稀にある。

## 網膜剥離にかかるケース
裂孔原性網膜剥離は20代と40代で罹患確率が高くなる。40代以上になると硝子体の老化が進むため、網膜剥離に罹患する確率が高くなる。該当する場合は半年～1年の範囲で定期的な検査が必要となる。
強度の近視、白内障手術後、後発切開術後の場合も確率が高い。
眼球に強い衝撃を加えられるとかかりやすい。特に、格闘技を行う者は頭部を直接打撃される頻度が非常に多いため、網膜剥離にかかる危険性が高いことで知られている。現在では手術で復帰できるケースが増えているが、日本ボクシングコミッションからライセンス発給を受けているプロボクサーは2013年3月まで網膜剥離を罹患した場合は引退を余儀なくされていた。現在では医学や治療が進化したこと、また網膜剥離＝引退の規定のままだと却って選手は症状を隠して試合を続けてしまうケースがあるため緩和されている。大相撲ではぶちかましを行うことや張り手を受けることで網膜剥離に罹患するケースが少なくない（ただしボクシングと異なりこれにより引退勧告を受けることは無い）。野球やテニスなどの球技でも、小さく硬いボールが眼球に当たるケースがまれに起こるため、網膜剥離にかかることもある。

## 分類
裂孔原性網膜剥離（れっこうげんせいもうまくはくり）
網膜裂孔を原因とし、網膜剥離が起きたもの。一般に網膜剥離というとこれを指す。
黄斑円孔網膜剥離（おうはんえんこうもうまくはくり）
黄斑円孔を契機に、黄斑部より網膜剥離を起こしたもの（異論はある）。強度近視眼に多い。
漿液性網膜剥離（しょうえきせいもうまくはくり）
中心性漿液性脈絡網膜症、原田病、加齢黄斑変性などを原因とし、漿液性網膜剥離が生じる。
牽引性網膜剥離（けんいんせいもうまくはくり）
増殖膜等による網膜の牽引により、網膜剥離が起きるもの。糖尿病網膜症、未熟児網膜症等にて起きる。